# Hôtel de ville de Brisbane
L'hôtel de ville de Brisbane (en anglais : Brisbane City Hall) est un bâtiment public abritant, entre autres, la mairie de la ville de Brisbane, dans le Queensland, en Australie.
Le Conseil municipal de Brisbane y siège.
Il est situé à côté du King George Square, où l'hôtel de ville a son entrée principale. La conception du bâtiment est basée sur une combinaison du Panthéon à Rome et du Campanile de Saint-Marc à Venise.
Il est inscrit au Registre patrimonial du Queensland depuis 1992.